# شبه‌جزیره کرچ

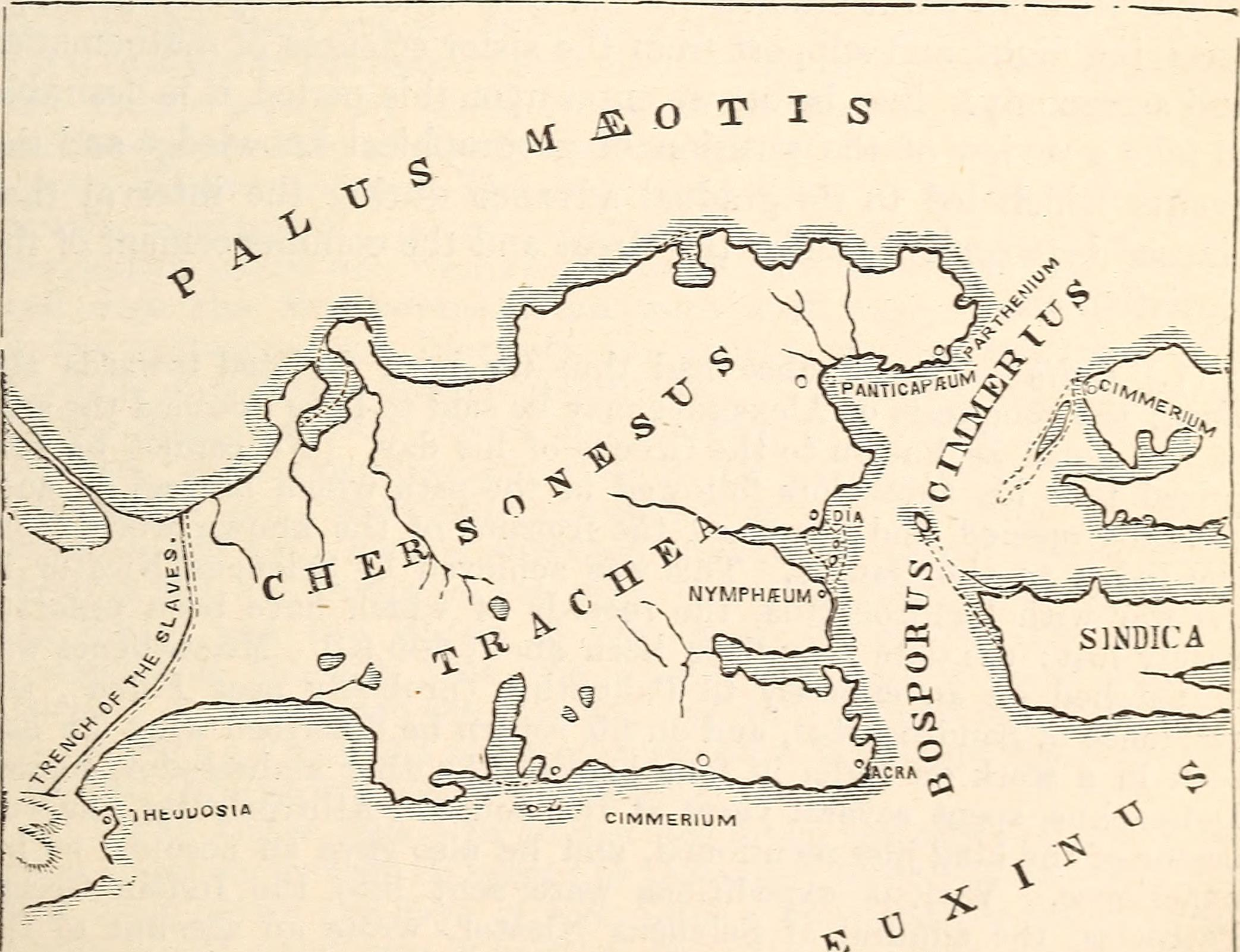

شبه‌جزیره کرچ (انگلیسی: Kerch Peninsula) یک شبه جزیره جغرافیایی مهم و برجسته است که در انتهای شرقی شبه‌جزیره کریمه، اوکراین قرار دارد.